# Choletria
Choletria är en ort i Cypern.   Den ligger i distriktet Eparchía Páfou, i den sydvästra delen av landet, 80 km sydväst om huvudstaden Nicosia. Choletria ligger 113 meter över havet och antalet invånare är 252. Den ligger på ön Cypern.
Terrängen runt Choletria är huvudsakligen kuperad. Choletria ligger nere i en dal. Trakten runt Choletria är mycket glesbefolkad, med 6 invånare per kvadratkilometer. Närmaste större samhälle är Pafos, 14,9 km väster om Choletria. Trakten runt Choletria består till största delen av jordbruksmark.